# Ernst Heinrich Georg Ule
Ernst Heinrich Georg Ule (født 12. marts 1854, død 15. juli 1915) var en tysk botaniker og rejsende, søn af Otto Ule, bror til Wilhelm Ule. 
Ule var oprindelig gartner. Han rejste 1883 til Brasilien og opholdt sig der og i andre lande i Sydamerika til 1912, da han vendte tilbage til Berlin. En del af tiden (1895—1900) var Ule. Underdirektør ved
Nationalmuseet i Rio Janeiro. Han har som ingen anden tidligere forsker undersøgt meget store dele af Sydamerika i botanisk henseende, tilvejebragt meget omfattende samlinger og gjort en overordentlig mængde biologiske iagttagelser. Hans materiale har været grundlag for en lang række publikationer af meget stor værdi for kendskabet til Sydamerikas plantevækst. Også skrifter af økonomisk og kommercielt indhold foreligger fra Ules hånd.